# Thomas le Slave
Vous lisez un « bon article » labellisé en 2013.
Thomas le Slave (vers 760-octobre 823) est un chef militaire byzantin du IXe siècle particulièrement connu pour avoir mené une révolte de grande envergure contre l'empereur byzantin Michel II.
D'origine slave, cet officier vient de la région du Pont (dans le nord-est de la Turquie actuelle) et monte dans la hiérarchie, de même que les futurs empereurs Léon V l'Arménien et Michel II, sous la protection du général Bardanès Tourkos. Après l'échec de la rébellion de Bardanès en 803, Thomas tombe en disgrâce jusqu'à l'intronisation de Léon V. C'est à ce moment-là qu'il est élevé à un commandement militaire important. Après le meurtre de Léon V l'Arménien et l'usurpation du trône par Michel II, Thomas se révolte et réclame le titre impérial pour lui-même. Il parvient à s'assurer rapidement du soutien des thèmes de l'Asie mineure et conclut une alliance avec le califat abbasside. Après avoir vaincu les troupes et la marine des thèmes maritimes, il fait voile avec son armée vers Constantinople pour l'assiéger. Michel II fait alors appel au khan bulgare Omourtag qui envoie ses troupes combattre l'armée de Thomas. Si les Bulgares sont repoussés, ils parviennent à infliger de lourdes pertes aux rebelles qui finissent par s'enfuir quand Michel II décide de se porter à leur rencontre. Thomas trouve refuge à Arcadiopolis où il est finalement capturé et exécuté.
La rébellion de Thomas est l'une des plus importantes de l'histoire de l'Empire byzantin mais ses circonstances précises restent floues du fait de la coexistence de récits historiques concurrents, dont certains comprennent des faits inventés par Michel II. De ce fait, la rébellion se voit attribuer différentes motivations et forces agissantes. L'Oxford Dictionary of Byzantium résume ainsi : « La révolte de Thomas a été diversement attribuée à une réaction contre l'iconoclasme, à une révolution sociale ou une révolte populaire, à une révolte des groupes ethniques non grecs de l'empire, aux ambitions personnelles de Thomas et à son désir de venger Léon V l'Arménien. » De même, les conséquences de la révolte, notamment sur la situation militaire de l’empire, sont discutées.

## Premières années et carrière militaire

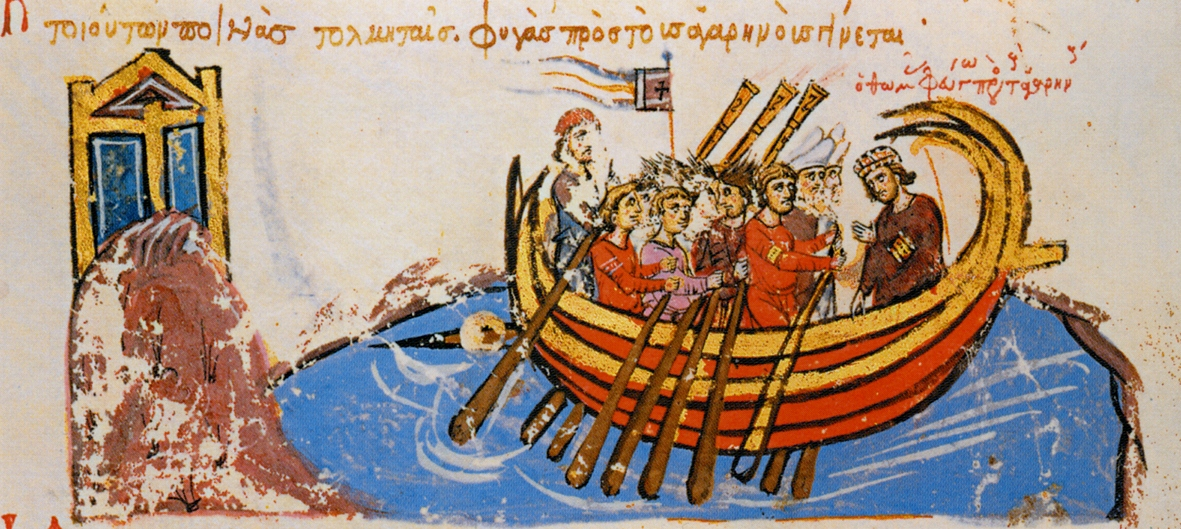
Miniature du manuscrit Skylitzès de Madrid représentant la fuite supposée de Thomas chez les Arabes.

Au XIe siècle, Théophane continué affirme que Thomas descend de Slaves d'Asie mineure par plusieurs empereurs byzantins. Génésios déclare pour sa part que Thomas est arménien. La plupart des historiens modernes soutiennent la thèse d'une origine slave et situent son lieu de naissance près de Gaziura dans le Pont,. L'épithète « Slave » est par ailleurs une invention moderne. Rien n'est connu de sa famille ni de ses premières années à part que ses parents sont pauvres et que Thomas ne reçoit aucune éducation. Étant donné qu'il avait entre 50 et 60 ans au moment de la révolte, on peut supposer qu'il est né aux alentours de 760,.
Deux récits différents de la vie de Thomas sont rapportés à la fois par Génésios et Théophane continué. Selon le premier récit, Thomas apparaît pour la première fois en 803. Il accompagne alors le général Bardanès Tourkos et poursuit une carrière militaire jusqu'à ce qu'il lance sa révolte à la fin de l'année 820. Selon la deuxième version, il vient à Constantinople alors qu'il est jeune et pauvre avant d'entrer au service d'un homme possédant le titre élevé de patrice. Découvert en plein adultère avec la femme de son maître, Thomas fuit alors vers les Arabes en Syrie où il reste durant 25 ans. Il prétend être l'empereur Constantin VI assassiné quelques années auparavant et dirige une invasion de l'Asie mineure soutenue par les Arabes mais il est défait et puni,. L'historien John B. Bury essaie de concilier ces deux récits. Il situe la fuite de Thomas vers les Arabes aux alentours de l'année 788 et son retour au service de l'Empire byzantin avant 803. L'historien Alexandre Vassiliev considère que ces récits permettent de déduire que Thomas a fui au moment de la déposition de Constantin VI en 797 et que sa participation à la révolte de Bardanès Tourkos peut être exclue. La deuxième version de la vie de Thomas est explicitement préférée par Génésios et Théophane continué. C'est le seul récit rapporté dans les sources du IXe siècle (les chroniques de Georges le Moine et La Vie des Saints David, Syméon et George de Lesbos). Néanmoins, le byzantiniste Paul Lemerle la considère comme une source non fiable créée par Michel II pour discréditer Thomas. Il préfère se baser uniquement sur le premier récit. La plupart des historiens modernes suivent cette décision,.
Le premier récit relate que Thomas sert comme spathaire auprès de Bardanès Tourkos, le stratège (commandant suprême) des thèmes orientaux, qui lève une rébellion contre l’empereur Nicéphore Ier en 803. Deux autres jeunes spathaires se trouvent aux côtés de Thomas dans la suite de Bardanès, avec qui il a une relation fraternelle : Léon l'Arménien, le futur Léon V l'Arménien et Michel l'Amorien, le futur Michel II. Selon un texte hagiographique plus ancien, Bardanès et ses trois jeunes affidés auraient rencontré un moine près de Philomélion réputé pour ses dons prophétiques avant de déclencher la révolte. Le moine aurait prédit que la rébellion échouerait et que Léon V et Michel II deviendraient empereur, tandis que Thomas se proclamerait empereur avant d'être tué,. Quand Bardanès lance son insurrection, il ne parvient pas à s'attirer le moindre soutien d'importance. Léon et Michel ne tardent pas à l'abandonner et rejoignent le camp impérial où ils sont récompensés par l'obtention de postes militaires importants. Thomas est le seul à rester loyal à Bardanès jusqu'à la reddition de ce dernier. Lors de la décennie qui suit l'échec de Bardanès, Thomas disparaît des sources. Bury suggère qu'il s'est échappé chez les Arabes, une hypothèse soutenue par de nombreux autres experts comme Jenkins,. Toutefois, l'historien américain Warren Treadgold soutient que Thomas le Slave reste sur le territoire impérial et qu'il aurait continué à occuper des fonctions militaires. Il explique son absence des sources par le fait que son association avec Bardanès ait entravé sa progression dans la hiérarchie.
Léon V l'Arménien devient empereur en juillet 813. Il récompense rapidement ses vieux amis en leur confiant le commandement des forces d’élite. Michel reçoit le commandement de la tagma (un des régiments de cavaliers de la garde d’élite) des Excubites et Thomas reçoit la direction de la turme (division) des Foederati positionnés en Asie mineure,.

## Rébellion

### Contexte et motivations

#### Un contexte troublé
Le jour de Noël 820, Léon V l'Arménien est assassiné dans la chapelle de son palais par des dignitaires dirigés par Michel l'Amorien, qui devient empereur par la suite sous le nom de Michel II. Au même moment, Thomas lance une rébellion dans le thème des Anatoliques. Les sources sont divisées quant aux raisons exactes de cette révolte. Georges le Moine, les sources hagiographiques et une lettre de Michel II à l'empereur Louis le Pieux affirment que Thomas lance sa révolte avant que Michel n'assassine Léon V l'Arménien. Cette chronologie est suivie par les chroniqueurs tardifs comme Génésios, Théophane Continué et Skylitzès, ainsi que de nombreux historiens modernes comme John B. Bury ou Alexander Kazhdan. Dans son étude de la révolte de Thomas, Paul Lemerle considère que cette chronologie a été développée par Michel II pour justifier son usurpation, motivée par l'incapacité de Léon V l'Arménien à vaincre la rébellion de Thomas. En outre, cela lui permet de se décharger de la responsabilité des défaites subies par l'armée impériale lors des premiers stades de la rébellion. Des études récentes reprennent les travaux de Lemerle et préfèrent s'appuyer sur le texte de Syméon Métaphraste (souvent considéré comme la source la plus fiable du Xe siècle) qui rapporte que Thomas s'est rebellé peu de temps après l'assassinat de Léon V, en réaction à celui-ci.
L'empire est divisé par ce qui est plus une lutte pour le trône entre deux adversaires de force égale qu'une rébellion contre un pouvoir établi. Michel II détient Constantinople et les provinces européennes. Il contrôle la bureaucratie impériale et a été couronné par le patriarche de Constantinople mais a conquis le trône par un meurtre tandis que Thomas a la légitimité avec lui car il affirme venger l'empereur assassiné. En outre, il a le soutien des thèmes d'Asie et plus tard, d'Europe. Thomas le Slave est une figure connue et respectée en Asie mineure où Léon V l'Arménien jouissait d'un soutien considérable. Au contraire, Michel II est un inconnu en dehors de la capitale. Ses succès militaires sont peu notables. Il manque d'éducation et a des manières grossières. Enfin, il est bègue ce qui lui vaut d'être déconsidéré et il est réputé avoir des sympathies avec la secte hérétique des Melchisédechiens dont sa famille est issue.

#### Des motivations incertaines
Les récits byzantins de la rébellion de Thomas affirment qu'il ne réclame pas le trône en son nom propre mais en usurpant celui de Constantin VI, un empereur déposé et tué par sa mère Irène l'Athénienne en 797. La plupart des historiens modernes suivent l'avis de Lemerle selon lequel cette idée est une invention plus tardive. Il est possible que cette histoire ait pour origine Thomas lui-même qui choisit d'être couronné sous le nom de Constantin. Toutefois, aucune preuve ne peut soutenir cette thèse. L'appropriation possible de l'identité de Constantin VI peut aussi être liée selon certaines sources au fait que Thomas aurait été un partisan des icônes, par opposition à Michel II, fervent partisan de l'iconoclasme. Or, c'est sous Constantin VI que la vénération des icônes est restaurée. Néanmoins, l'ambiguïté des sources, l'inclination de plusieurs thèmes asiatiques pour l'iconoclasme et l'alliance de Thomas avec les Arabes semblent plaider pour une opposition de Thomas envers les icônes. Étant donné l'approche conciliatrice de Michel II lors de son règne, l'adoration des icônes n'apparaît pas comme un enjeu majeur de l'époque. Selon l'opinion de plusieurs historiens modernes, elle ne constitue donc pas une motivation importante dans la révolte de Thomas. L'image de Thomas comme un champion de l'iconophilie contre l'empereur iconoclaste Michel II émerge plus tard, sous l'ère macédonienne, et est probablement issue de l'opinion anti-iconoclaste qui domine sous cette dynastie. Warren Treadgold pense pour sa part que l'allégation selon laquelle Thomas proclame être Constantin VI est vraie mais ne serait qu'une histoire ayant circulé à l'époque pour susciter des soutiens. Thomas soutiendrait une politique ambiguë envers les icônes pour s'assurer le soutien des iconophiles.
Selon Théophane continué, sous Thomas, « le servant se soulève contre son maître, le soldat contre son officier, le capitaine contre son général ». Cela a conduit certains historiens, principalement Alexandre Vassiliev et Georg Ostrogorsky, à voir la révolte de Thomas comme l'expression d'un mécontentement général parmi la population rurale qui subit une lourde taxation,. D'autres comme Lemerle rejettent l'idée du mécontentement rural comme un facteur majeur expliquant la révolte. Aujourd'hui, il apparaît que la thèse d'identifier cette révolte à un mouvement social ou national est anachronique.
Génésios et d'autres chroniqueurs affirment que Thomas gagne le soutien « des Agarènes, des Indiens, des Égyptiens, des Assyriens, des Mèdes, des Abasges, des Zygiens, des Ibères, des Cabires, des Slaves, des Huns, des Vandales, des Gètes, de la secte du manichéisme, des Lazes, des Alains, des Chaldéens, des Arméniens et de toute sorte d'autres peuples ». Cette interprétation a conduit des historiens modernes à affirmer que la rébellion de Thomas représente une révolte des groupes ethniques non-grecs. Toutefois, selon Lemerle, ce récit exagéré n'est qu'un texte de désinformation. Néanmoins, il est presque certain que Thomas a pu compter sur le soutien des peuples du Caucase voisins de l'empire. En outre, la présence d'éléments abasges, arméniens et ibères dans son armée est mentionnée dans la lettre de Michel II à Louis le Pieux. Les raisons de ce soutien sont floues. Thomas pourrait leur avoir fait des promesses non spécifiées, mais Lemerle suggère que les Arméniens pourraient avoir été motivés par l'idée de venger Léon V l'Arménien qui leur était apparenté.

### Déclenchement et extension de la révolte en Asie mineure

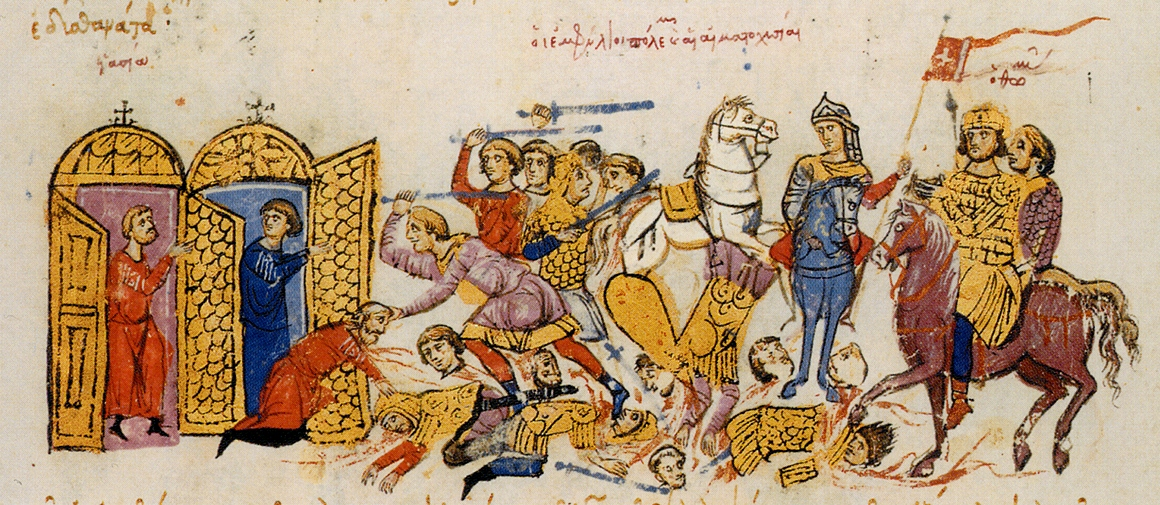
Prise d'une cité d'Asie mineure par les troupes de Thomas.

Comme commandant des Foederati, Thomas établit son quartier-général à Amorium, la capitale du thème des Anatoliques. Bien que moins âgé que le stratège du thème, sa rébellion recueille un profond soutien en Anatolie. Rapidement, tous les thèmes asiatiques soutiennent Thomas, à l'exception du thème des Opsikion, dirigé par le patrice Katakylas, un neveu de Michel II et le thème des Arméniaques dirigé par Olbianos. Le thème des Thracésiens hésite à choisir son parti mais finit par soutenir Thomas. Les deux tiers de l'armée d'Asie font allégeance à Thomas et les percepteurs qui font aussi défection lui assurent plus de revenus que nécessaires,,.

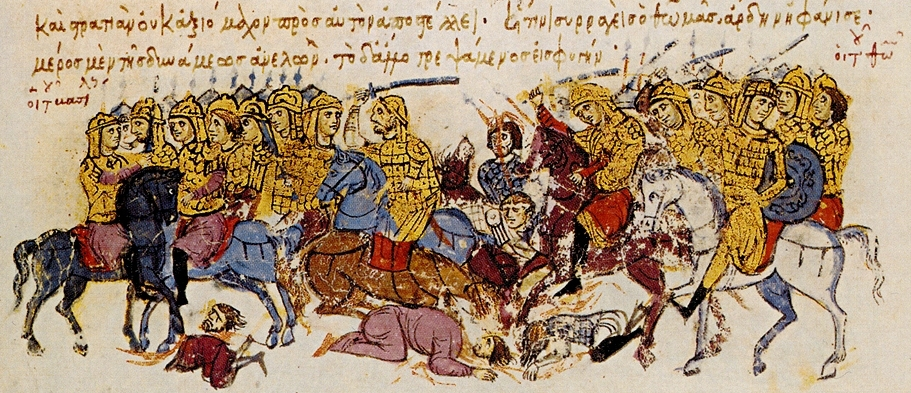
Miniature du manuscrit Skylitzès représentant la défaite des forces loyales de Michel II.

La première réponse de Michel II est d'ordonner à l'armée des Arméniaques d'attaquer Thomas. Toutefois, elle est aisément vaincue et Thomas traverse les régions est des Arméniaques pour occuper la région frontalière de Chaldée. Thomas ne peut envahir complètement les Arméniaques du fait de l'action des Abbassides. Ces derniers profitent de la guerre civile byzantine pour lancer des raids terrestres et maritimes contre le sud de l'Asie mineure, où Thomas a laissé quelques troupes. Plutôt que de se retourner pour combattre ces raids, Thomas lance une invasion de grande envergure contre le territoire des Abbassides au printemps de l'année 821, soit en Syrie selon Bury, soit en Arménie arabe (selon Treadgold). Thomas envoie un émissaire au calife Al-Ma’mūn qui est suffisamment impressionné par sa démonstration de force pour accepter de recevoir ses propositions. Il accepte d'autant plus facilement qu'il doit faire face à une rébellion des Khurramites dirigée par Babak Khorramdin. Thomas et Al-Ma’mūn concluent un traité de paix et d'alliance mutuelle. Le calife autorise Thomas à recruter des hommes dans les territoires détenus par les Arabes et l'autorise à franchir la frontière et à aller jusqu'à Antioche, où il est couronné empereur par Job, le patriarche d'Antioche iconophile. En échange, Thomas promet de céder des territoires litigieux et de devenir un vassal tributaire du calife, bien que les termes exacts du traité soient flous,. À peu près au même moment, Thomas adopte un jeune homme d'origine inconnue, qu'il nomme Constantin et fait co-empereur.

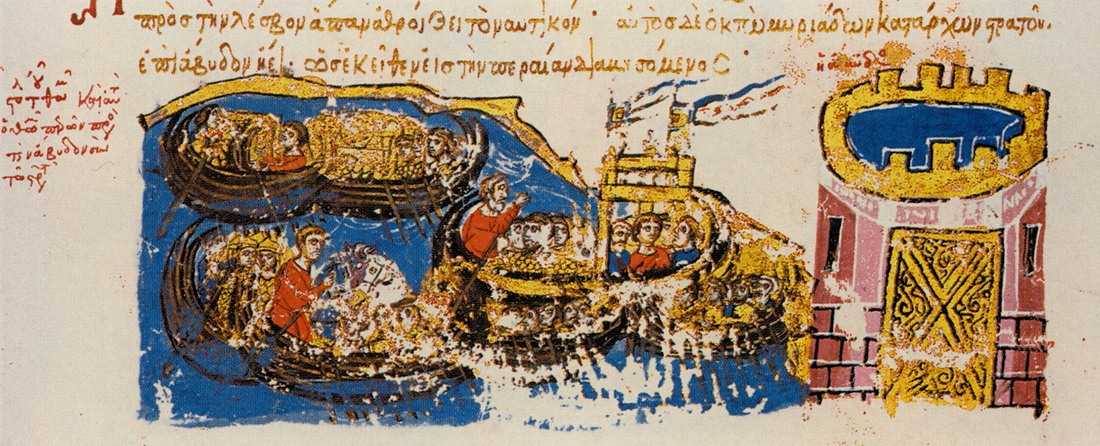
Miniature représentant la flotte de Thomas rejoignant la Thrace depuis Abydos.

Dans le même temps, Michel II essaie de gagner le soutien des iconophiles en nommant un des leurs comme archevêque d'Éphèse mais son plan échoue car ce dernier refuse d'être consacré par le patriarche Antoine Ier de Constantinople, iconoclaste proclamé. Dans le but de consolider ses positions dans les deux thèmes asiatiques qui lui sont restés loyaux, Michel II annonce une réduction des taxes de 25 % pour 821-822.
À l'été 821, Thomas a consolidé ses positions en Orient bien que l'Opsikion et les Arméniaques continuent de lui échapper. Il décide alors de porter son ambition sur Constantinople, la seule position lui conférant la légitimité suprême en tant qu'empereur. Thomas rassemble ses troupes et réunit le ravitaillement. Il construit aussi des machines de siège. Pour contrer la puissante flotte impériale stationnée dans la capitale, il construit de nouveaux navires pour renforcer sa propre flotte venant des thèmes maritimes des Cibyrrhéotes et de la mer Égée. Il peut aussi espérer compter sur la marine du thème d'Hellade,. Thomas rappelle Grégoire Pterotos, général et neveu de Léon V L'Arménien qui a été exilé sur l'île de Skyros par Michel II. Il lui donne alors le commandement de la flotte. En octobre, les flottes thématiques loyales de Thomas ont fini de se rassembler à Lesbos et l'armée de Thomas se met en route pour rejoindre Abydos depuis les Thracésiens. C'est de cette ville qu'il a l'intention de rejoindre l'Europe,.
C'est à ce moment-là que Thomas subit son premier revers de fortune. Avant son départ pour Abydos, il a envoyé une armée dirigée par son fils adoptif Constantin contre les Arméniaques. Constantin tombe dans une embuscade tendue par le stratège Olbianos et périt dans la bataille bien que son armée parvienne à se replier sans trop de pertes. La tête tranchée de Constantin est envoyée à Michel II qui l'envoie alors à Thomas à Abydos. Thomas ne se laisse pas impressionner par ce revers mineur et traverse le détroit pour l'Europe entre la fin octobre et le début du mois de novembre. Là, Thomas nomme comme nouveau co-empereur un personnage peu connu, un ancien moine nommé Anastase que Thomas a aussi adopté,.

### Siège de Constantinople

#### Thomas investit Constantinople

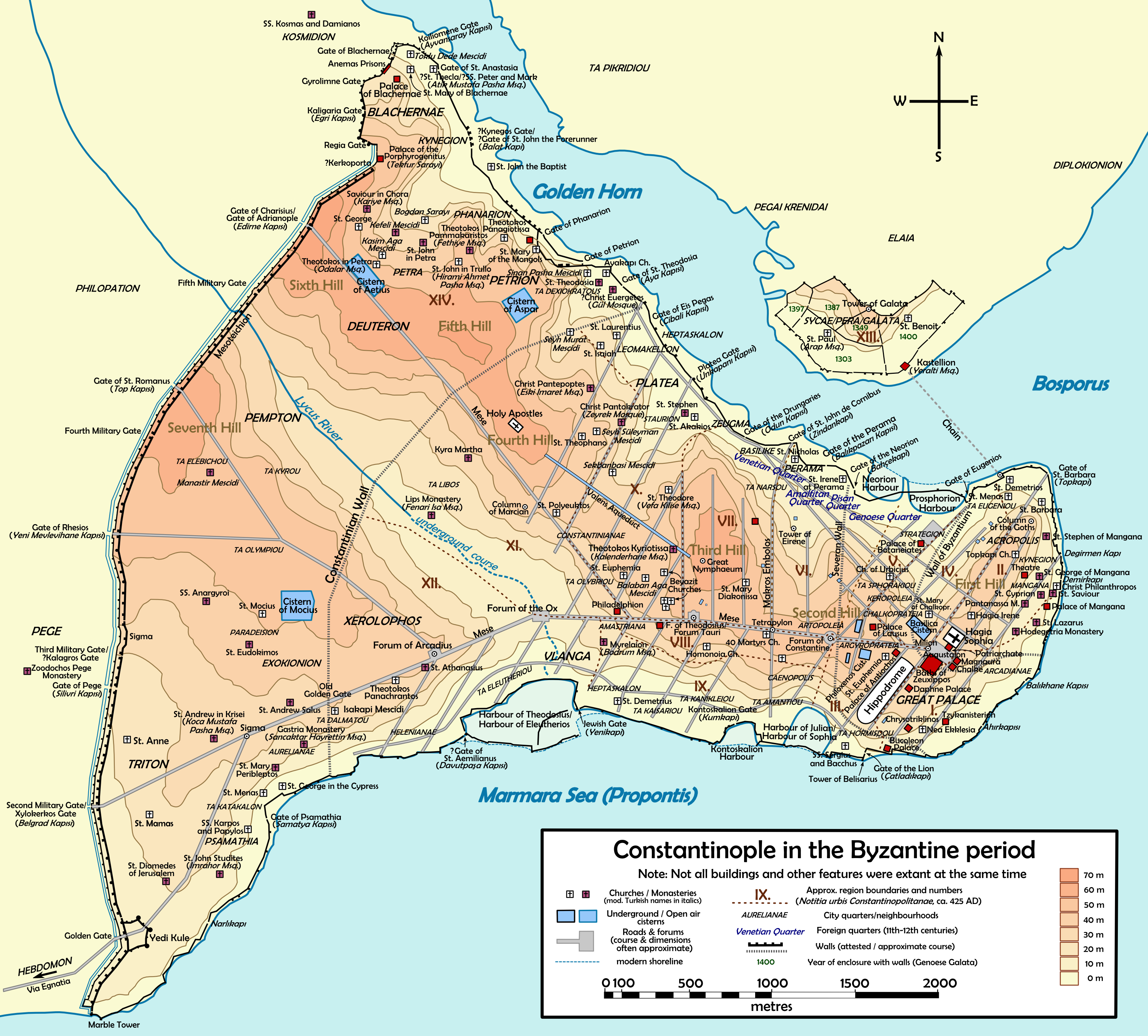
Carte de Constantinople et de ses remparts.

Anticipant la progression de Thomas, Michel II s'est porté à la tête de l'armée des thèmes de Thrace et de Macédoine dans l'arrière-pays européen de Constantinople. Il renforce les garnisons de plusieurs forteresses pour s'assurer la loyauté de leur population. Au moment où Thomas débarque, les populations européennes l'accueillent avec enthousiasme et Michel II est contraint de se replier vers Constantinople. Des volontaires dont de nombreux Slaves se rallient à Thomas. Alors qu'il se met en route vers Constantinople, des chroniqueurs mentionnent que son armée a atteint le nombre de 80 000 hommes,. La capitale est défendue par la tagmata impériale renforcée par des hommes venus des thèmes d'Opsikion et des Arméniaques. Michel II ordonne de réparer les murailles de Constantinople. En outre, il barre la Corne d'Or à l'aide d'une chaîne tandis que la flotte impériale est chargée d'empêcher toute attaque de la cité par la mer. Toutefois, au vu de l'attitude passive de Michel II, on peut en déduire que ses forces sont inférieures à celles de Thomas. Warren Treadgold estime les effectifs impériaux à 35 000 hommes,.
La flotte de Thomas est la première à arriver à proximité de Constantinople. Elle ne rencontre aucune opposition de la part de la flotte impériale et les rebelles parviennent à briser ou à détacher la chaîne qui barre la Corne d'Or. Ils prennent ensuite position près des bouches de la rivière Barbysos où ils attendent l'arrivée de l'armée de Thomas. Ce dernier arrive au début du mois de décembre. La vue de cette grande armée n'impressionne pas les habitants de la capitale. À la différence des provinces, les Constantinopolitains et la garnison soutiennent Michel II avec fermeté. Pour encourager ses troupes, Michel II et son jeune fils Théophile conduisent une procession le long des remparts en transportant la Vraie Croix et le manteau de la Vierge Marie.

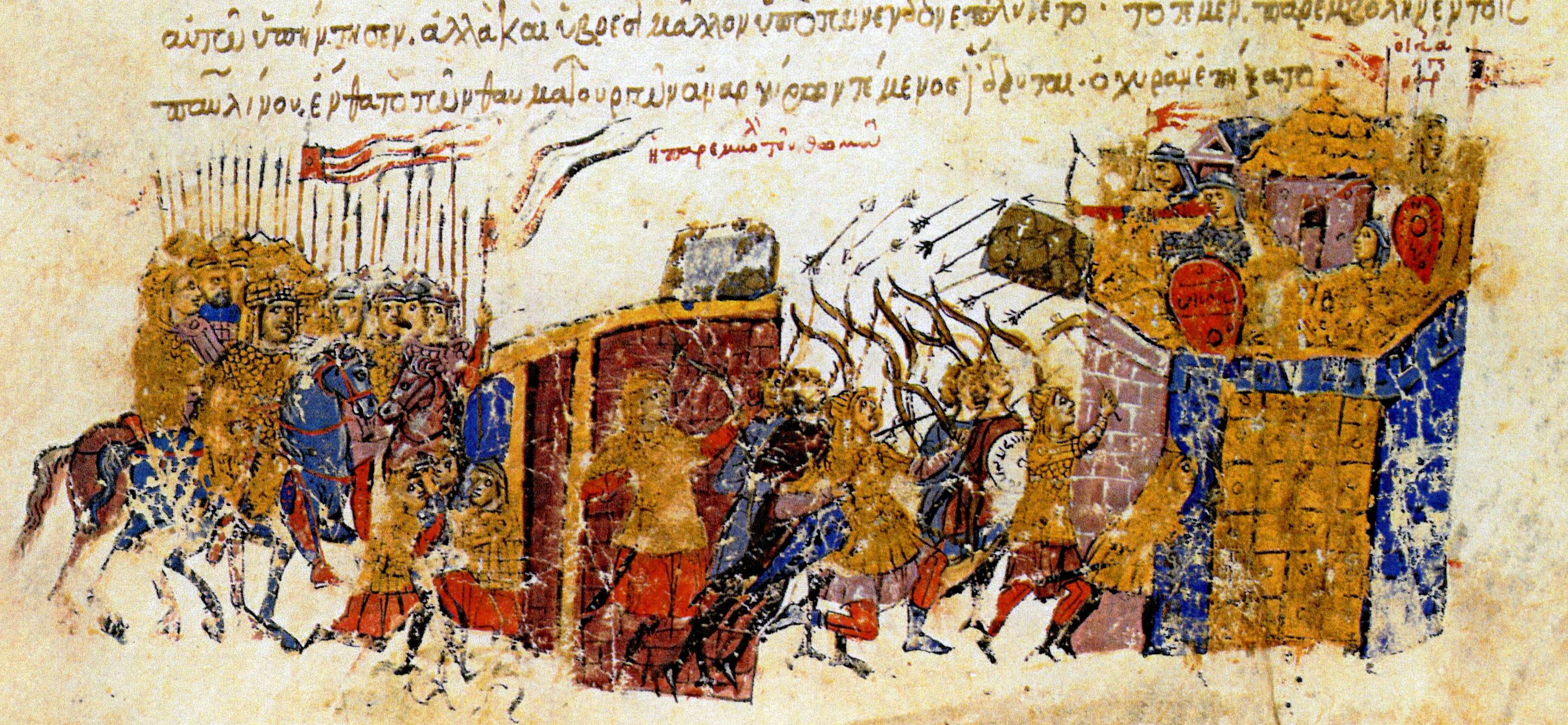
Thomas et ses hommes assaillant Constantinople.

Après avoir maté la résistance des cités aux alentours de la capitale, Thomas se décide à attaquer Constantinople par trois côtés. Il espère peut-être que son assaut impressionnera les habitants et conduira à des défections. Ses adjoints Anastasius et Grégoire Pterotos doivent attaquer respectivement le mur théodosien et les murs maritimes. Thomas se charge de l'assaut contre les Blachernes dont les remparts sont moins impressionnants. Toutes les forces de Thomas sont largement fournies en engins de siège et en catapultes. En outre, sa flotte est dotée d'importantes quantités de feu grégeois en plus de catapultes embarquées sur les navires,. Toutefois, chacune des attaques de Thomas échoue. L'artillerie des défenseurs s'avère supérieure et maintient les engins de Thomas à distance des murs terrestres. De plus, les vents contraires entravent la progression de la flotte qui ne peut mener la moindre action significative. Thomas estime alors que des opérations en plein milieu de l'hiver sont trop hasardeuses et ont peu de chance d'être fructueuses. Il suspend donc toute offensive jusqu'au printemps et fait replier son armée vers ses quartiers d'hiver,.

#### L'empereur reprend l'initiative

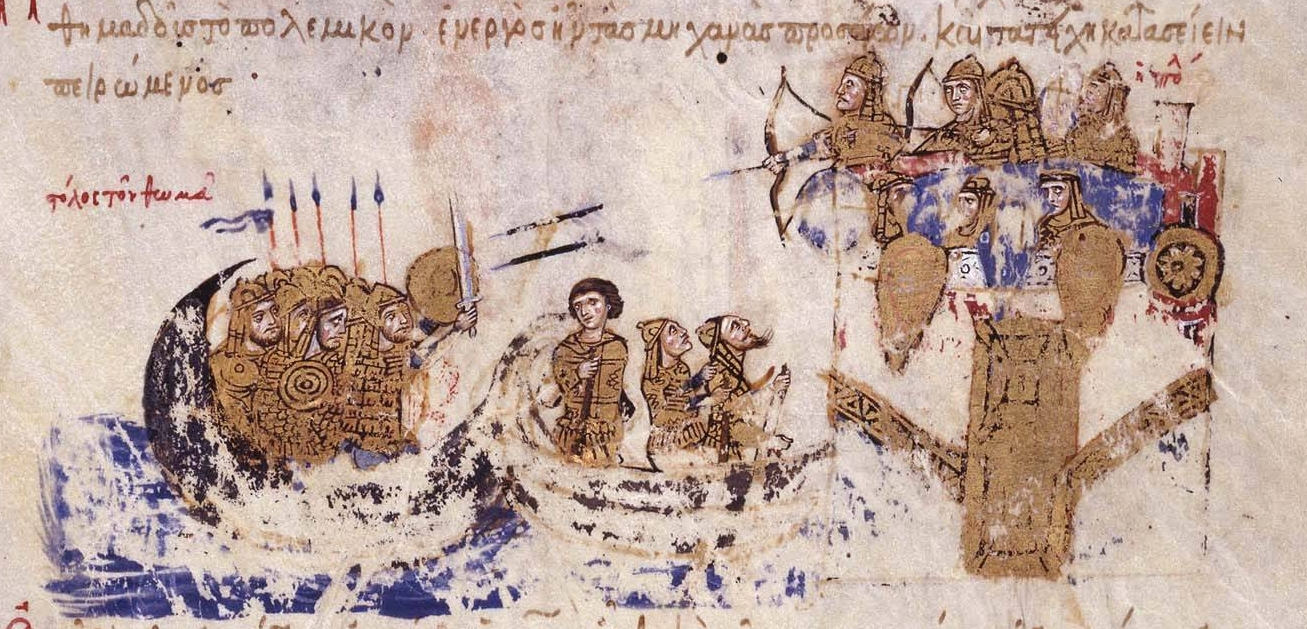
La flotte de Thomas attaquant les murailles de Constantinople est repoussée par les défenseurs.

Michel II utilise ce répit pour faire venir des renforts supplémentaires d'Asie mineure et réparer les murs des Blachernes. Quand Thomas revient lors du printemps, il décide de concentrer son attaque dans le secteur des Blachernes. Avant l'offensive, Michel II grimpe au sommet des remparts et s'adresse aux troupes de Thomas. Il les exhorte à abandonner leur chef et leur promet l'amnistie s'ils font défection. L'armée de Thomas voit cet appel comme un signe de faiblesse et s'avance avec confiance pour lancer l'attaque. Cependant, une fois à proximité du mur, les défenseurs ouvrent les portes et font une sortie. Cet assaut soudain repousse l'armée de Thomas. Au même moment, la flotte impériale repousse les navires de Thomas dont les équipages fuient vers le rivage en panique. Cette défaite réduit les capacités navales de Thomas et s'il parvient à maintenir le blocus de la capitale par terre, ses pertes ont démoralisé ses troupes qui commencent à faire défection. Grégoire Pterotos dont la famille est prisonnière de Michel II se résout à déserter. Il est suivi par une petite bande de soldats qui lui sont fidèles. Il quitte le camp rebelle pour l'Ouest et envoie un moine en informer Michel II. Toutefois, le moine ne parvient pas à contourner le blocus et à atteindre la capitale. Dès qu'il apprend cette défection, Thomas réagit promptement. Il prend la tête d'un détachement et se lance à la poursuite de Grégoire. Il vainc sa petite troupe et tue les déserteurs.

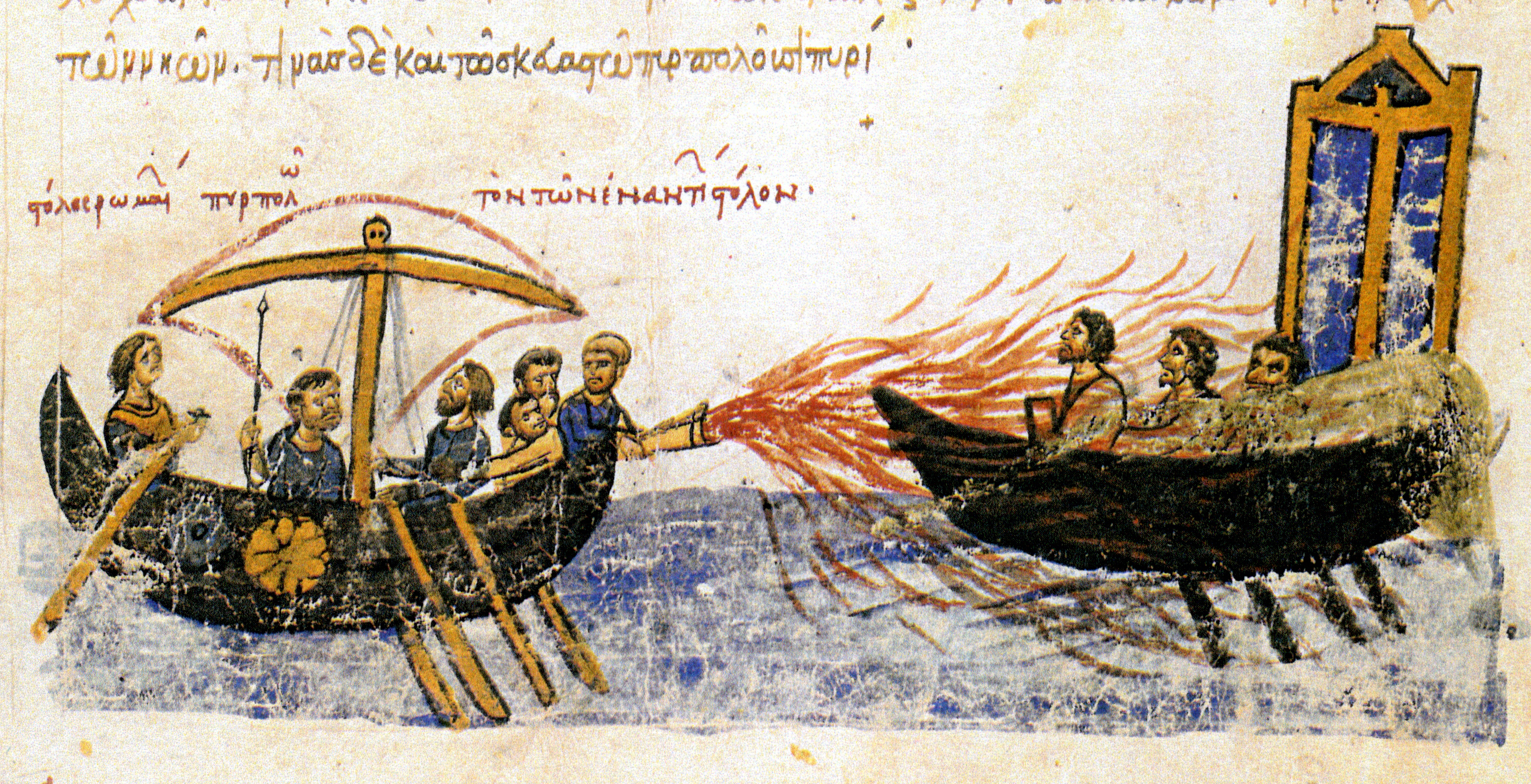
Image du XIIe siècle illustrant l'usage par la marine byzantine de feu grégeois contre la flotte rebelle de Thomas le Slave.

Thomas exploite cette petite victoire et lui donne une valeur bien plus importante. Il affirme ainsi avoir vaincu les troupes de Michel II sur terre et sur mer. Il envoie des messages aux thèmes de Grèce dont le soutien était fragile jusque-là. Il demande l'envoi de navires supplémentaires. Les thèmes répondent énergiquement et envoient leurs escadres comprenant 350 navires. Une fois ces renforts arrivés, Thomas décide de lancer un deuxième assaut contre les murs maritimes de Constantinople. Pendant que la flotte originelle de Thomas s'attaque aux murs de la Corne d'Or, l'escadre envoyée en renfort attaque la côte sud, faisant face à la mer de Marmara. Toutefois, Michel II ne reste pas passif. Sa propre flotte attaque la force envoyée par les thèmes de Grèce peu après qu'elle est arrivée à Byrida. Utilisant le feu grégeois, la flotte impériale détruit la plupart des vaisseaux rebelles et capture la plus grande partie des vaisseaux restants. Seuls quelques hommes parviennent à s'échapper et à rejoindre les forces de Thomas.
Par cette victoire, Michel II acquiert le contrôle des mers mais l'armée de Thomas garde la supériorité sur terre et continue de maintenir un blocus autour de Constantinople. Plusieurs escarmouches mineures s'ensuivent lors du reste de l'année, les forces de Michel II partant de la cité pour attaquer les troupes de Thomas. Bien que les deux camps proclament avoir obtenu quelques succès mineurs, aucun n'est en mesure de prendre un avantage décisif.

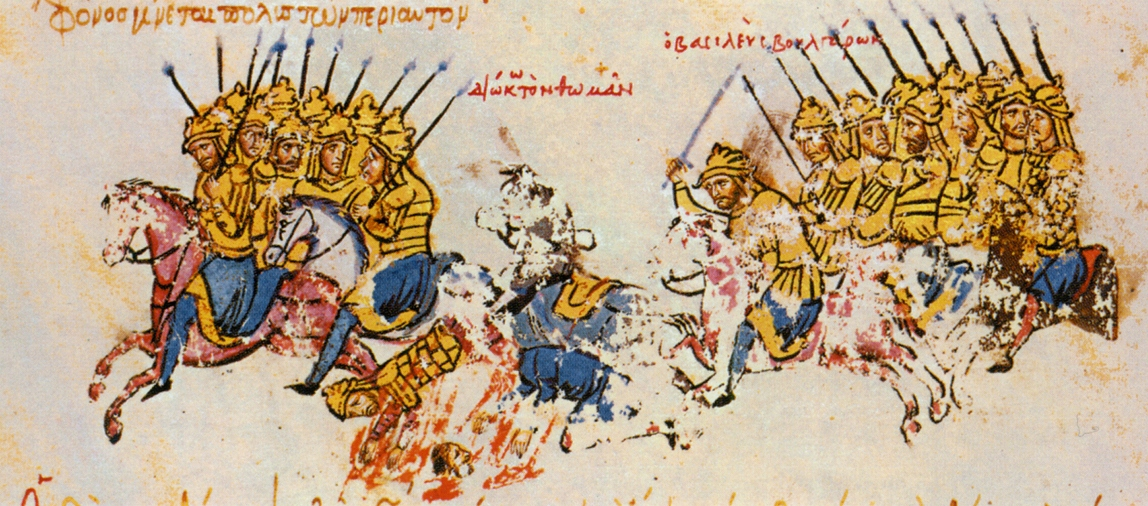
Représentation des Bulgares dirigés par Omourtag attaquant l'armée de Thomas.

Michel II se tourne alors vers le voisin septentrional de l'empire, la Bulgarie. Les deux pays sont liés par un traité de trente ans signé par Léon V l'Arménien. Le dirigeant bulgare, Omourtag est ravi de répondre à la demande d'aide de Michel II. Une vieille tradition rapportée par Génésios et Théophane continué rapporte qu'Omourtag aurait agi de son propre chef et contre la volonté de Michel II mais cette version est unanimement rejetée et considérée comme une histoire inventée ou soutenue par Michel II ; ce dernier ne voulant pas être perçu comme quelqu'un ayant encouragé les « barbares » à envahir l'empire,. L'armée bulgare envahit la Thrace probablement en novembre 822 (Bury pense que l'attaque bulgare intervient au printemps 823) et progresse vers Constantinople. Thomas lève alors le siège et marche à la rencontre de l'ennemi avec son armée. Les deux forces se rencontrent sur une plaine parcourue par un aqueduc près d'Héraclée. Les comptes-rendus de la bataille diffèrent. Les sources postérieures affirment que Thomas a perdu la bataille mais le récit de Georges le Moine, plus contemporain de la bataille, assure que Thomas « a tué de nombreux Bulgares ». Étant donné le peu d'activités des Bulgares après la bataille, les historiens modernes (à l'exception notable de Bury) pensent que Thomas a gagné la bataille,.

### Défaite, mort de Thomas et fin de la rébellion

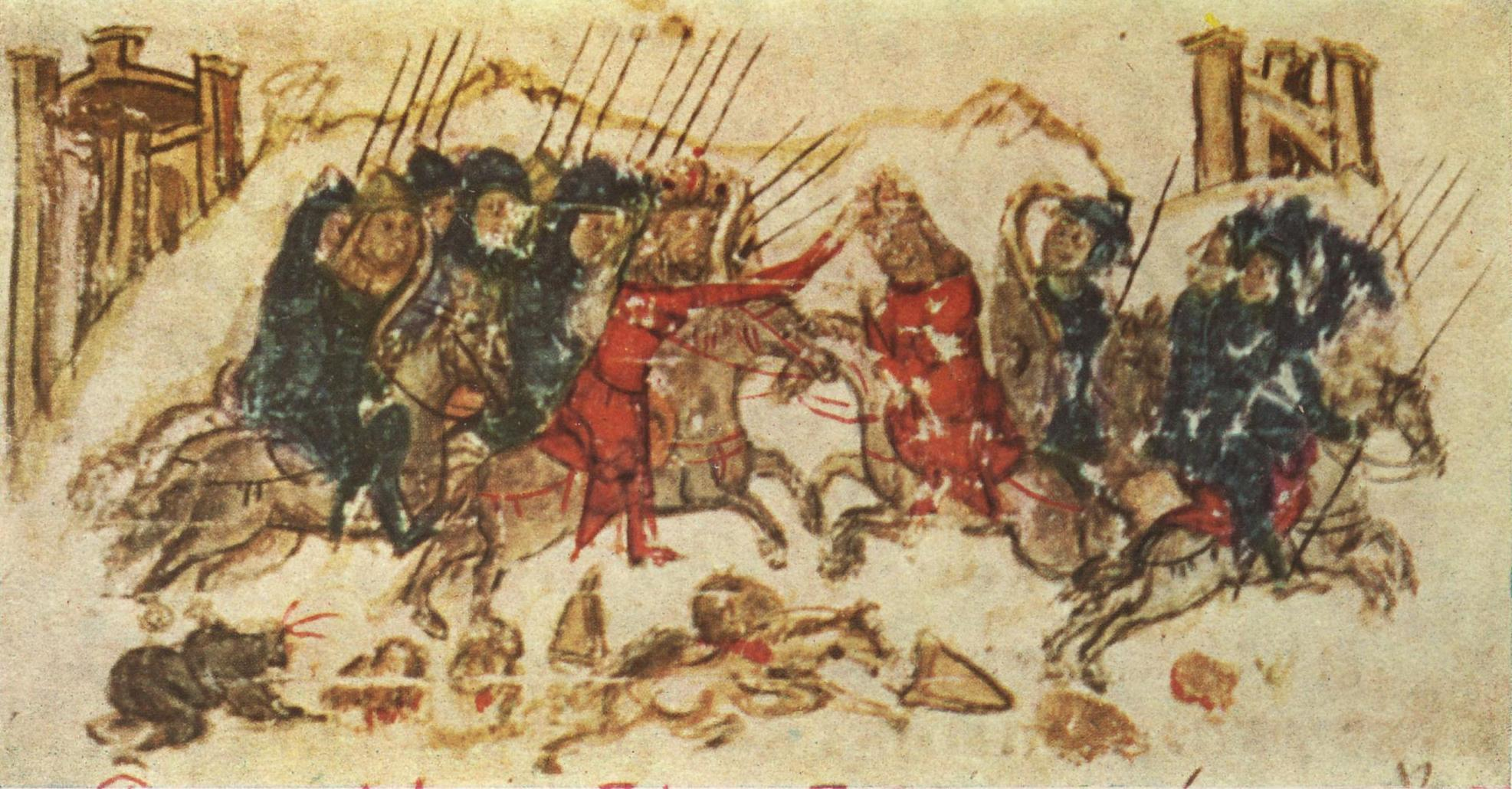
L'armée de Thomas vaincue par les troupes de Michel II. Miniature issue de la chronique de Constantin Manassès.

Quelle que soit l'issue de la bataille, Thomas ne parvient pas à reprendre le siège. Des deux côtés, les pertes ont été lourdes. La flotte de Thomas qui a été laissée dans la Corne d'Or se rend à Michel II durant son absence. Thomas met en place son camp dans la plaine de Diabasis et passe l'hiver et le début du printemps à quarante kilomètres à l'ouest de Constantinople. Si certains de ses hommes désertent, la majorité lui reste fidèle,. Finalement, à la fin du mois d'avril ou au début du mois de mai 823, Michel II marche avec ses troupes contre Thomas, accompagné des généraux Olbianos et Katakylas avec de nouvelles troupes en provenance d'Asie mineure. Thomas marche à leur rencontre et choisit d'utiliser un stratagème pour tromper l'armée impériale par la ruse. Ses hommes, ostensiblement démoralisés, feront semblant de fuir. Lorsque l'armée impériale brisera ses rangs en les poursuivant, les rebelles se retourneront et attaqueront. Cependant, les troupes de Thomas sont réellement lassées par ce conflit prolongé et leur soumission n'est pas feinte. Beaucoup se rendent à Michel II tandis que d'autres fuient vers les cités fortifiées aux alentours. Thomas trouve alors refuge à Arcadiopolis avec un important groupe d'hommes. Son fils adoptif Anastasius se replie avec des soldats loyaux à Bizye et d'autres rebelles fuient à Héraclée et Panium,.

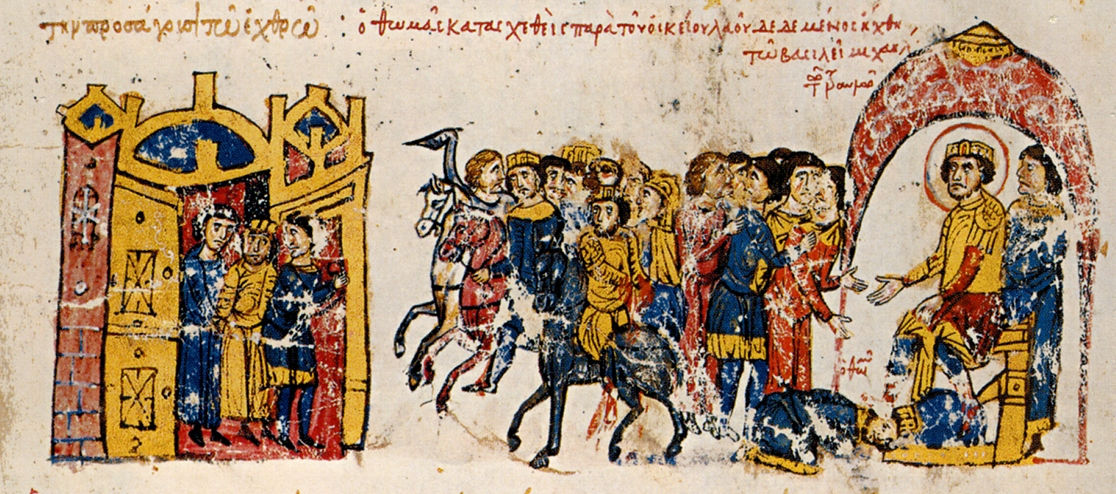
La reddition et l'humiliation de Thomas dans le manuscrit Skylitzès.

Michel II assiège la ville où s'est réfugié Thomas mais il n'entreprend aucun assaut. Il veut capturer la cité pacifiquement en épuisant ses défenseurs. Sa stratégie est motivée par une politique visant à démontrer sa miséricorde apparente dans le but de « préserver le sang des Chrétiens » comme l'écrit Michel II lui-même dans sa lettre à Louis le Pieux. Toutefois, selon les chroniqueurs, il craint aussi de démontrer aux Bulgares que les fortifications des villes byzantines peuvent être vaincues,. En Asie mineure, les partisans de Thomas espèrent détourner l'attention de Michel II en permettant aux Arabes de lancer des raids dans les thèmes d'Opsikion et des Optimates loyaux à l'empereur. Néanmoins, Michel II ne mord pas à l'appât et maintient le blocus d'Aracadiopolis. Ses troupes barrent la route pour la ville avec un fossé. Pour économiser les provisions, les assiégés font sortir de la ville les femmes et les enfants suivis des personnes âgées, des blessés et d'autres personnes incapables de porter les armes. Après cinq mois de siège, les partisans de Thomas sont contraints de se nourrir des chevaux affamés. Certains commencent à déserter en descendant des remparts de la cité. Thomas envoie des messagers à Byzie où le blocus est moins rude. Il essaie de négocier l'envoi de renforts de la part d'Anastasius. Toutefois, avant que tout accord soit conclu, les troupes épuisées d'Arcadiopolis livrent leur chef en échange du pardon impérial,,. Thomas est livré à Michel II assis sur un âne et enchaîné. Il est contraint de se prosterner devant l'empereur qui place son pied sur la nuque défaite de son rival. Il ordonne de lui couper les mains et les pieds et de l'empaler. Thomas tente alors de plaider la clémence avec ces mots : « Ayez pitié de moi, ô véritable empereur ». Michel II réagit en lui demandant de révéler si un de ses officiers aurait eu à négocier avec lui. Avant que celui-ci ne puisse répondre, le logothète du Drome, Jean Hexaboulios, conseille à l'empereur de se méfier de toute parole venant d'un rebelle vaincu. Michel II acquiesce et la peine de Thomas est appliquée sur-le-champ,.
Quand les habitants de Bizye apprennent le sort de Thomas, ils livrent Anastasius qui subit le même destin que Thomas. À Panium et Héraclée, les hommes de Thomas résistent jusqu'à ce qu'un séisme endommage sérieusement les murailles de Panium en février 824, contraignant les défenseurs à se rendre. Les dommages subis par la ville d'Héraclée sont moins importants mais après que Michel II a débarqué des troupes sur sa façade maritime, elle est contrainte de se rendre. En Asie mineure, la plupart des partisans de Thomas se rendent pacifiquement mais dans le thème des Cibyrrhéotes, la résistance se poursuit jusqu'à ce qu'elle soit brisée par le stratège Jean Echimos. Dans le thème des Thracésiens, les soldats de Thomas se mettent à piller la région. La résistance la plus sérieuse se situe en Anatolie centrale et est menée par deux officiers ayant probablement servi Thomas comme stratèges. Choireus a sa base à Kaballa, au nord-ouest d'Iconium et Gazarénos Kolonéiatès a son quartier général à Saniana, au sud-est d'Ancyre. De leurs forteresses, ils rejettent les offres de pardon de Michel II et les deux titres de magistros. Toutefois, des partisans de Michel II ne tardent pas à convaincre les habitants de ces deux forteresses de fermer leurs portes aux deux officiers. Choireus et Kolonéiatès tentent de trouver refuge en territoire arabe mais ils sont attaqués sur le chemin par des soldats impériaux qui les capturent et les crucifient.

## Conséquences

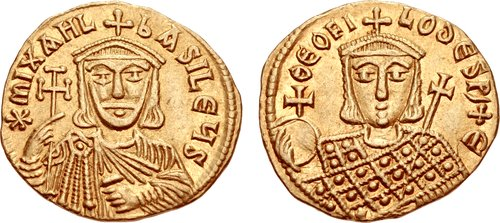
Solidus en or représentant Michel II et son fils Théophile.

La fin de la grande rébellion de Thomas le Slave est symbolisée par le triomphe de Michel II en mai 824 à Constantinople. S'il exécute les volontaires de l'armée de Thomas provenant du califat et aussi les Slaves, le nombre total de personnes impliquées dans cette révolte, la nécessité d'apparaître clément et d'épargner les vies chrétiennes et le besoin de restaurer l'ordre interne dans son empire contraignent Michel II à traiter les partisans de Thomas avec indulgence. La plupart sont libérés après le triomphe dans l'hippodrome. Seuls les plus dangereux sont exilés dans les territoires éloignés de l'empire. Dans l'objectif de discréditer son adversaire, Michel II autorise une version officielle et largement modifiée de la vie et de la révolte de Thomas. Ce document est écrit par le diacre Ignatios et publié en 824. Ce document devient rapidement la version la plus communément admise des événements.
Malgré ses qualités et le large soutien qu'il obtient et qui lui permet de contrôler la majeure partie de l'empire, Thomas a échoué dans sa rébellion. Lemerle dégage plusieurs facteurs explicatifs dans cette défaite. Les thèmes asiatiques qu'il n'a pas pu soumettre ont fourni des renforts à Michel II, la flotte de Thomas est de mauvaise qualité et l'offensive bulgare l'oblige à s'éloigner de la capitale et affaiblit son armée. Toutefois, l'obstacle le plus décisif sont les murs imprenables de Constantinople. Or, un empereur qui contrôle la cité impériale ne peut être déchu que de l'intérieur de la ville.
La rébellion de Thomas est l'événement interne le plus important du règne de Michel II mais n'a que peu de conséquences matérielles à l'exception de la Thrace qui a souffert de la présence prolongée des deux armées et de leurs batailles. Le reste de l'empire a été épargné par les ravages de la guerre. Toutefois, la marine byzantine a souffert de lourdes pertes, notamment les flottes thématiques qui ont été dévastées. En comparaison, les forces terrestres souffrent de pertes limitées. Néanmoins, ces pertes ont pour conséquence la faiblesse militaire et l'instabilité interne de l'empire dans les années suivantes qui sont rapidement exploitées par les musulmans. Ainsi, des exilés andalous prennent la Crète et les Aghlabides de Tunisie entament la conquête de la Sicile. En Orient, les Byzantins doivent maintenir une attitude défensive face aux forces califales,. Des historiens plus récents débattent de l'importance de la responsabilité de la révolte dans les déboires militaires de l'empire lors de cette période. Ils mettent en avant d'autres raisons pour les expliquer. Warren Treadgold affirme que les forces militaires byzantines se recomposent assez rapidement. Selon lui, les échecs militaires sont à rechercher dans l'incompétence du commandement, dans l'isolement de la Sicile, dans l'absence de troupes régulières sur l'île de Crète, dans la simultanéité de l'attaque contre les deux îles et dans le désintérêt de l'empire pour la maîtrise de la mer.